# Caecognathia hodgsoni
Caecognathia hodgsoni is een pissebed uit de familie Gnathiidae. De wetenschappelijke naam van de soort is voor het eerst geldig gepubliceerd in 1914 door Vanhoeffen.